# Гребенюк Андрій Сергійович
Андрій Сергійович Гребенюк (нар. 6 серпня 2003) — український спортсмен з настільного тенісу. Член національної збірної України. Майстер спорту України з настільного тенісу. Гравець клубу Суперліги України Пасс-Авто (Чернігів).

## Життєпис
Народився 6 серпня 2003 року в Прилуках на Чернігівщині. 2009 року почав навчання в місцевій школі № 7. 2015 року перейшов до школи № 2.
Живе та навчається у Прилуках. Тренується вдома та у спортивному комплексі «Хімік» в Чернігові.

## Спортивна біографія

### Мінікадетський і кадетський період
Перші кроки у настільному тенісі зробив у восьмирічному віці під впливом батьків — Гребенюка Сергія Анатолійовича і Гребенюк Антоніни Василівни, які вдома обладнали для нього місце для тренувань, купили тенісний стіл. 2012 року вперше взяв участь у змаганнях з настільного тенісу — любительському турнірі пам'яті відомого прилуцького спортсмена Олександра Мусійченка.
У Прилуках не було відділення настільного тенісу в місцевій ДЮСШ, тому Андрій займався вдома або у шкільному спортзалі. До тренувань Андрія залучився батько Сергій Анатолійович та гравці з настільного тенісу: кандидати у майстри спорту Валерій Власенко та Павло Єгоркін.
Значний внесок у вихованні тенісиста зробив Вадим Юрійович Лунєгов, керівник спортивного комплексу «Хімік» (Чернігів). З 2014 року Андрій займається у Лунєгова, який проводить з ним особисті тренування, організовує тренування та спаринги з відомими тенісистами — Олександром Бєльським, Віктором Єфімовим, Олександром Дідухом, Зохідом Кенжаєвим.
2015 році Андрій займає перше місце у Клубному чемпіонаті України «Дитяча ліга» (для гравців 2003 р.н.) у складі команди «Гурман» (тренер команди С. А. Гребенюк). Того ж року перемагає на змаганнях серед дітей 2003 р.н.: відкритому чемпіонаті Києва «Київський каштан», турнірі «Кубок Карпат», регіональному турнірі пам'яті Ю. Козія (Львів), регіональному турнірі пам'яті З. Підлісного (Львів), займає друге місце на «Кубку Анатолія Строкатова» (Жовква).
2015 року Андрій посідає трете місце в особистому розряді на Міжнародному турнірі «Кубок Бистриці»  (Бистриця, Румунія) та срібну медаль в особистому розряді на Міжнародному турнірі пам'яті Тані Карпінської (Могильов, Білорусь). У цьому ж році Андрія запрошують до команди Суперліги України Пасс-Авто (Чернігів, тренер В. Ю. Лунєгов), і таким чином він стає одним із наймолодших гравців в історії української Суперліги.
2016 року перемагає на турнірі «Lirs Open» (Жовква, Львівська область) та на Міжнародному турнірі «Кубок Butterfly-2016» (Чернігів) у своїй віковій категорії. Крім того, завойовує звання чемпіону України серед кадетів (гравців вікової категорії 2002—2004 р.н.). в особистому та парному розрядах (Умань). Вперше тенісист з Чернігівської області стає чемпіоном України. Команда Чернігівської області, до складу якої був залучений Андрій Гребенюк, також вперше отримує медалі чемпіонату України (бронзова нагорода).
За підсумками виступів 2017 року Андрія зараховано до групи спортивного вдосконалення в школу вищої спортивної майстерності Чернігівської обласної ради. Того ж року він стає чемпіоном України серед кадетів (гравців вікової категорії 2003—2005 р.н.) в парному розряді (Чернігів, 2017). Отримує звання чемпіону України серед кадетів (гравців вікової категорії 2003—2005 р.н.) в особистому та парному розрядах (Чернігів, 2018).
2017 року виконав норматив майстра спорту України (у 14 років).
Успішними в цей період стають для нього виступи за кордоном. У складі команди України Андрій виборює перше місце на міжнародному турнірі Lithuanian Open (Вільнюс) та перше місце на Міжнародному турнірі пам'яті Тані Карпінської (Могильов, Білорусь). У 2018 році отримує золоту медаль в особистому заліку на Міжнародному турнірі для кадетів та мінікадетів у Литві (8th Lithuanian Cadet and Mini Cadet Open, Вільнюс).
Протягом сезону 2016—2017 був задіяний за команду вищої ліги «Покоління» (Київ, тренер Сергій Мікаелян) та зайняв разом з нею підсумкове друге місце.
Також у 2017 році його зараховують до складу національної кадетської збірної України, яка вирушає на чемпіонат Європи для кадетів і юніорів до Португалії (місто Гімарайнш). Разом з командою кадетів він займає чотирнадцяте місце, в міксті — дев'яте місце, в особистому розряді — тридцять трете місце.

### Юніорський період
На своєму першому юніорському чемпіонаті України займає друге місце у особистому заліку і перше місце в парному розряді разом з Олексієм Горбаненко (чемпіонат України для гравців 2000—2002 р.н., Вінниця, 2018 рік). Крім того, у 2018 році займає перше місце на чемпіонаті України серед молоді (спортсмени 1997 р.н. і молодші).
2019 року Гребенюк потрапив до списку нагороджених спортсменів від відділення НОК України в Чернігівській області.
Починаючи з 2018 року Андрій постійно знаходиться у складі національної юніорської збірної України з настільного тенісу (тренер Олександр Олександрович Бєльський). Разом із збірною у 2018 році брав участь у чемпіонаті Європи для кадетів та юніорів (Клуж-Напока, Румунія) та мав тут найвищі досягнення: 5-8-е місце в особистому заліку, 5-8-е місце в парному розряді, 8-е місце в команді юніорів.
У 2019 році брав участь у чемпіонаті Європи для кадетів та юніорів (Острава, Чехія), але виступив тут менш вдало, ніж у минулому році.
Успішним для Андрія Гребенюка був чемпіонат України з настільного тенісу 2020, на якому він взяв срібну медаль у парі з Антоном Лімоновим. Також він стає переможцем турніру ТОП-12 по юніорах (гравців 2002 р.н. та молодші).
На момент березень 2020 року має рейтинг ITTF 761 (260 балів).
У сезоні 2019—2020 бере участь у Клубному чемпіонаті України Суперліга в складі команди «Пасс-Авто» (Чернігів).
Рейтинг Федерації настільного тенісу України на момент березень 2020 року — 19 (69.7 балів).

### У складі національної збірної України
Починаючи з 2019 року, Андрій Гребенюк входить до складу національної збірної України з настільного тенісу.